# Гнатковський Олексій Іванович
Олексій Іванович Гнатковський (нар. 9 листопада 1985, Івано-Франківськ, Україна) — український театральний режисер, актор театру та кіно. Заслужений артист України (2014), Народний артист України (2024).

## Життєпис
Олексій Гнатковський народився 9 листопада 1985 року в місті Івано-Франківськ Івано-Франківської області. У 2008 році закінчив Прикарпатського національнального університету імені Василя Стефаника за спеціальністю «Політологія», пізніше закінчив театральне відділення Інституту мистецтв цього ж університету, клас народного артиста України Володимира Нестеренка. У 2004 році, бувши студентом історичного факультету (політологічне відділення) ПНУ імені Василя Стефаника, був прийнятий до театру як артист балету та артист допоміжного складу. Після завершення навчання в Інституті мистецтв ПНУ імені Василя Стефаника у 2008 році, став артистом драми Івано-Франківського національного академічного драматичного театру імені Івана Франка .
У 2023 році було номіновано на Шевченківську премію за постановку комедії Вільяма Шекспіра «12 ніч, або Що собі хочете» у сучасній обробці Івано-Франківського національного академічного драматичного театру імені Івана Франка.
Диктор радіодиктанту національної єдності у 2023 році.

### «Довбуш»
Широку популярність здобув після ролі Івана Довбуша у фільмі «Довбуш» режисера Олеся Саніна, який запросив його на роль без кастингу. Зйомки почалися у 2018 році, а прем'єра відбулася у 2023 році. Це була перша роль Гнатковського у кіно, хоч він і отримував пропозиції раніше. Постать Івана Довбуша як реального персонажа стала для актора відкриттям, хоч феномен Довбуша був йому, як франківчанину, добре знайомим. За словами актора, трюки він виконував без дублера.
В 2024-му році отримав відзнаку "Золотий ліфон", обраний найсексуальнішим українським митцем .

## Театральні роботи

### Актор
- вистави
- «Пан де Пурсуньяк» — за однойменною комедією-балетом Мольєра– диригент
- «Шлюб по-італійськи» — на основі комедії Едуардо де Філіппо «Філумена Мартурано»– Рікардо
- «Лісова пісня» — за однойменною п'єсою Лесі Українки– Перелесник
- «Маруся Чурай» — за однойменним історичним романом у віршах Ліни Костенко– Гриць
- «Театр» — на основі сценарію Віньї Дельмар «Поступися завтрашньому дню», створеному за п'єсами Хелен Лірі та Ноа Лірі, заснованому на романі Джозефіни Лоренс «Довгі роки» (The Years Are So Long) — Адвокат Хоппер
- «Ігри імператорів» — за творами Микола Куліша, Альбера Камю та Григорія Сковороди — Сергій Смик
- «Шлюха» — за драмою Володимира Винниченка «Натусь» — Семен Семенович Чуй
- «Дуже проста історія» — за однойменною трагікомедією Марії Ладо — Півень
- «Солодка Даруся» — за романом української письменниці Марії Матіос– майор Дідушенко
- «Нація»  — драма-реквієм за однойменною книгою Марії Матіос– Дідушенко, Василь Шандро
- «…майже ніколи не навпаки»  — третя частина театральної трилогії за творами Марії Матіос у постановці народного артиста України Ростислава Держипільського — Грицько Кейван
- «Занадто одружений таксист» — комедія для дорослих за однойменною п'єсою Рея Куні — Джон Сміт
- «Таксист — 2, або Кохання на швидкості» — комедія для дорослих за однойменною п'єсою Рея Куні — Джон Сміт
- «Заробітчанки, або, Мамо, повернись…» — за мотивами новел Надії Семенкович «На паперті Колізею» — Сеньйор Мімо, Джанмарко
- «Ромео і Джульєтта» — на основі однойменної трагедії Вільяма Шекспіра — Меркуціо
- «Неоопера-жах HAMLET» — вистава режисера Ростислава Держипільского з музикою композиторів Романа Григорів та Іллі Разумейка на основі трагедії Вільяма Шекспіра «Гамлет» у перекладі Юрія Андруховича– Гамлет
- «Гуцулка Ксеня» — мюзикл на основі однойменної оперети Ярослава Барнича, композитора і першого диригента Станіславського театру– Іван Синиця
- «Енеїда» — феєрію-бурлеск режисера Ростислава Держипільского за однойменною поемою Івана Котляревського– Еней
- «Назар Стодоля» — за однойменною драмою Тараса Шевченка, режисура та музичне оформлення Андрія Сенчука– Гнат
- «Оскар і рожева пані» —арт-проєкт за Е.-Е. Шміттом –Лікар Дюссельдорф
- «Слава героям» — за однойменною п'єсою Павла Ар'є, результатом спільної праці київського театру «Золоті ворота» та Івано-Франківського академічного обласного українського музично-драматичного театру імені Івана Франка, режисер Стас Жирков — Остап Ількович
- «Пристрасті Тіля» — героїчна комедія за мотивами п'єси Григорія Горіна «Тіль», постановка режисера «Дикого театру» Максима Голенка– Рибник Іост
- «Модільяні» — ескіз на тему долі Амедео Модільяні за мотивами сценарію однойменного драматичного біографічного художнього фільму Міка Девіса (2014) — Амедео Модільяні
- «Вона — Земля» — притча-ораторія за Василем Стефаником режисериРостислав Держипільський, Наталка Половинка– Читець, Син[8]
- «Гуцульське весілє» — автентична забава за монографією Володимира Шухевича «Гуцульщина» — Віщун
- «Коляда та й плєс… Ізпрежди віка….» — Різдвяні набутки, вистава режисера Ростислава Держипільського — Віщун
- Як виростити чоловіка в домашніх умовах — комедія про різні світі — жіночий та чоловічий[9]
- «ТАКСИСТ-2, або Кохання на швидкості»

#### Для юних глядачів
- «Звичайна горошина» — Мюзикл (музична казка) для сімейного перегляду А.Данилевича та В.Костинського за мотивами казки Ганса Крістіана Андерсена– Король Барбарийський
- «Золоте курча» — музична казка для дітей за п'єсою Володимира Орлова– Вовк
- «По щучому велінню» — музична казка для дітей за п'єсою Марка Кропивницького, створеною у 1907 році на основі народних казок для першої дитячої театральної трупи– Казкар
- «Котигорошко» — за п'єсою-казкою Анатолія Шияна– Змій[8]

### Режисер
Івано-Франківський національний академічний драматичний театр імені Івана Франка
- 2017, 30 листопада — «На Західному фронті без перемін» інсценізація Олексія Гнатковського за мотивами роману «На Західному фронті без змін» Еріха Марія Ремарка[10]
- 2019, 30 травня — «Twelfth Night or What You Will» за п'єсою «Дванадцята ніч, або Як собі хочете» Вільяма Шекспіра (Project «W» — Veteran, Volunteer and William — спільний проект Сучасної школи англійської мови «English Amon People», громадської організації «Елеос-Україна» та Івано-Франківського національного академічного обласного музично-драматичного театру ім. Івана Франка)
- 2022, 28 жовтня — «Сватання на Гончарівці» за п'єсою Григорія Квітки-Основ'яненка

Одеський академічний український музично-драматичний театр імені Василя Василька
- 2021, 23 серпня — «Серце навпіл» за творами «Апокаліпсис» та «Дванадцять службів» Марії Матіос[11]
- 2022, 17 грудня — «Ніч перед Різдвом» за повістю Миколи Гоголя[12]

## Фільмографія
- 2023 — «Довбуш» — Іван Довбуш[13]
- 2024 — «Як українці українською заговорили» — ведучий[14]

## Визнання та нагороди
- 2024 — Народний артист України — за мужність і самовідданість, виявлені у захисті державного суверенітету та територіальної цілісності України, вагомий особистий внесок у розвиток різних сфер суспільного життя в умовах воєнного стану, сумлінне виконання професійного обов'язку
- 2014 — Заслужений артист України (2014)[15]
- 2019 — Премія імені Віталія Смоляка в галузі театрального мистецтва за кращу режисерську роботу (драма «На Західному фронті без перемін» Івано-Франківського національного академічного драматичного театру імені Івана Франка[16])
- 2020 — премія Всеукраїнського театрального Фестивалю-Премії «ГРА» за найкращу пошуково-експериментальну виставу — комедія Вільяма Шекспіра «12 ніч, або Що собі хочете» у сучасній обробці Івано-Франківського національного академічного драматичного театру імені Івана Франка[17]
- 2021 — Премія Національної спілки театральних діячів України імені Мар'яна Крушельницького за ролі Івана Синиці («Гуцулка Ксеня»), Гамлета («HAMLET»), Еней («Енеїда»), брата Лоренцо («Romeo&Juliet»)[18]
- 2024 — Премія «Чорний лотос» за головну чоловічу роль (Іван Довбуш) у фільмі «Довбуш» (реж. Олесь Санін)

### Інтерв'ю
- «Я тут сиджу і херней страждаю». Актор театру Олексій Гнатковський розповів про почуття провини через бронювання від мобілізації інтерв'ю для «NV» (3 травня 2024)